# Сельма Баша
Сельма Баша (фр. Selma Bacha; нар. 9 листопада 2000, Ліон, Франція) — французька футболістка, ліва захисниця клубу французького «Олімпіка Ліон».

## Клубна кар'єра
З 2008 виступала за «Жерланд» з передмістя Ліону. У 2009 році 8-річна Сельма перебралася до дитячо-юнацької академії «Олімпік Ліона», де пройшла усі щаблі юнацьких та молодіжних команд. Вже в 15-річному віці була основною гравчинею команди WU-19. Фахівці клубної академії відзначали, що вона за рівнем гри значно випереджала своїх одноліток, тому вже не було сенсу надавати дівчині ігрову практику виключно в молодіжній команді. У 16-річному віці підписала свій перший професіональний контракт терміном на 4 роки. Вже в середині жовтня 2017 року головний тренер першої команди «Ліона» Рейно Педрос надав можливість Сельмі дебютувати в Першому дивізіоні Франції. У сезоні 2017/18 років зіграла ще 10 матчів у чемпіонаті Франції, а наступного сезону зіграла у двох третинах матчів «Ліона» в французькому чемпіонаті. Згодом Педрос почав залучати Башу не лише в попередніх раундах еврокубків, але й у фінальному матчі.
Номінувалася на звання найкращої молодої гравчині за версією журналу НСПФ 2018 року.

## Кар'єра в збірній
Виступала за дівочі та молодіжні збірні Франції різних вікових категорій. Учасниця чемпіонату світу U-20, на якому французькі гравчині дійшли до півфіналу, де поступилися іспанкам. Переможниця чемпіонату Європи U-19 2019.
До весни 2020 року Корін Д'якр не викликала Сельму до головної жіночої збірної країни через величезну конкуренцію на її позиції.

## Статистика виступів

### Клубна
Станом на 18 листопада 2018.
| Сезон             | Склад             | Чемпіонат         | Чемпіонат | Чемпіонат | Нац. кубок | Нац. кубок | Нац. кубок | Конт. кубок | Конт. кубок | Конт. кубок | Інші кубки | Інші кубки | Інші кубки | Загалом | Загалом |
| Сезон             | Склад             | Змаг.             | Матчі     | Голи      | Змаг.      | Матчі      | Голи       | Змаг.       | Матчі       | Голи        | Змаг.      | Матчі      | Голи       | Матчі   | Голи    |
| ----------------- | ----------------- | ----------------- | --------- | --------- | ---------- | ---------- | ---------- | ----------- | ----------- | ----------- | ---------- | ---------- | ---------- | ------- | ------- |
| 2017-2018         | «Олімпік Ліон»    | Д1                | 11        | 0         | КВ         | 5          | 2          | ЖЛЧ         | 6           | 0           | -          | -          | -          | 22      | 2       |
| 2018-2019         | «Олімпік Ліон»    | Д1                | 6         | 0         | КФ         | -          | -          | ЖЛЧ         | 3           | 1           | -          | -          | -          | 9       | 1       |
| Усього за кар'єру | Усього за кар'єру | Усього за кар'єру | 17        | 0         |            | 5          | 2          |             | 9           | 1           |            | -          | -          | 31      | 3       |

## Досягнення

### Клубні
- Дивізіон 1
  -  Чемпіон (2): 2018, 2019

- Кубок Франції
  -  Володар (1): 2019
  -  Фіналіст (1): 2018

- Ліга чемпіонів УЄФА
  -  Володар (2): 2018, 2019

- Челенж насьйональ WU-19
  -  Фіналіст (1): 2016, 2017

### Збірна
Франція WU-19
- Жіночий чемпіонат Європи U-19
  -  Володар (1): 2019